# Adamin (wieś)
Adamin – polska wieś położona w województwie wielkopolskim, w powiecie kolskim, w gminie Olszówka. Miejscowość zamieszkuje 250 osób.
W latach 1975–1998 miejscowość administracyjnie należała do województwa konińskiego.